# لوک پلانج
لوک پلانج (انگلیسی: Luke Plange؛ زادهٔ ۴ نوامبر ۲۰۰۲) بازیکن فوتبال اهل بریتانیا است.
وی همچنین در تیم ملی فوتبال زیر ۲۰ سال انگلستان بازی کرده‌است.

## دوران باشگاهی
پلانج که محصول جوانان آرسنال از سن ۶ سالگی بود، در ۲۱ مارس ۲۰۲۱ به باشگاه فوتبال دربی کانتی نقل مکان کرد. او اولین بازی حرفه‌ای خود را برای دربی کانتی، در ۴ دسامبر ۲۰۲۱ انجام داد و به عنوان یار تعویضی در نیمه اول در جریان شکست ۱–۰ مقابل باشگاه فوتبال بریستول سیتی به میدان رفت.
در ۳۱ ژانویه ۲۰۲۲، پلانج با باشگاه فوتبال کریستال پالاس قرارداد امضا کرد و مجدداً توسط کریستال پالاس، تا پایان فصل به‌صورت قرضی به دربی کانتی بازگشت و در همان تیم به بازی خود ادامه داد.

## دوران ملی
در ۲۵ مارس ۲۰۲۲، پلانج اولین بازی خود را برای  زیر ۲۰ سال انگلستان در جریان شکست ۲–۰ مقابل لهستان در بیلسکو بیاوا انجام داد.